# Diploglossus bilobatus
Diploglossus bilobatus là một loài thằn lằn trong họ Anguidae. Loài này được O'Shaughnessy mô tả khoa học đầu tiên năm 1874.